# زوفیا ویخواچ
زوفیا ویخواچ (لهستانی: Zofia Wichłacz؛ [ˈzɔfja ˈvixwat͡ʂ]؛ زادهٔ ۵ آوریل ۱۹۹۵) بازیگر اهل لهستان است.

از فیلم‌ها یا سریال‌های تلویزیونی وی می‌توان به یک ورشویی، لجن‌زار، ۱۹۸۳، بلفر، پس‌تصویر و ورشو ۴۴ اشاره نمود که آخری، برایش «شیر طلایی» بهترین بازیگر زن را در ۳۹مین دورهٔ جشنواره فیلم گدنیا به ارمغان آورد.